# اومونین
اومونین (به لاتین: Úmonín) یک منطقهٔ مسکونی در جمهوری چک است که در شهرستان کوتنا هورا واقع شده‌است.